# Hanish al Kabir
Hanish al Kabir (también llamada Isla Gran Hanish, o Jazirat al Hanish al Kabir) es la mayor de las islas de Hanish, que pertenecen a Yemen. Tiene una superficie estimada en 137 km². Las islas fueron reclamadas por Eritrea en la década de 1990.